# Mon fils, le physicien
Mon fils, le physicien (titre original : My Son, the Physicist) est une nouvelle de science-fiction d'Isaac Asimov, parue pour la première fois en février 1962 dans le magazine Scientific American. Elle a été publiée en langue française dans le recueil Jusqu'à la quatrième génération.

## Résumé
Mme Crémona est une mère poule pour son fils, le grand physicien Gérard Crémona. Elle se permet même d'entrer alors que ce dernier est en conférence avec un général sur un sujet inouï : une expédition spatiale a survécu cinq ans au lieu d'un seul, et elle est parvenue sur Pluton au lieu de Ganymède, ce qui implique qu'une race extraterrestre a dû l'y aider ! Mais quelle est leur situation exacte ? Sont-ils prisonniers ? Comment les faire revenir ?
Ces angoissantes questions, on ne sait comment y répondre en temps utile : il faut douze heures aux ondes radio pour aller de la Terre à Pluton. Comment établir une liaison avec de si longs intervalles ?
Madame Crémona se permet alors une suggestion : si les deux postes, sur Terre et sur Pluton, émettent sans cesse, chacun finira bien par recevoir les réponses voulues, sans avoir à attendre.
Le docteur Crémona ravi félicite sa mère qui se contente de lui rappeler que toutes les femmes utilisent ce procédé : le "babillage" assure une transmission rapide des informations.

## Autour de l'œuvre
Dans Jusqu'à la quatrième génération, Asimov précise en préface de cette nouvelle qu'il l'a écrite pour une compagnie de télécommunications qui voulait rehausser ses publicités. Comme cette proposition ne s'accompagnait d'aucune exigence, juste le souhait que l'histoire porte sur la communication, Asimov fut heureux d'accepter.
L'histoire peut paraître misogyne mais c'est plutôt de l'humour (Asimov s'est amendé en 1969 avec Intuition féminine).